# یواس‌اس ال‌اس‌تی-۱۰۷۴
یواس‌اس ال‌اس‌تی-۱۰۷۴ (به انگلیسی: USS LST-1074) یک کشتی بود که طول آن ۳۲۸ فوت (۱۰۰ متر) بود. این کشتی در سال ۱۹۴۵ ساخته شد.